# Macrocamptoptera
Macrocamptoptera är ett släkte av steklar som beskrevs av Girault 1910. Macrocamptoptera ingår i familjen dvärgsteklar.
Kladogram enligt Catalogue of Life och Dyntaxa:
| Macrocamptoptera | \| \| Macrocamptoptera bulgarica \| \| \| \| \| \| Macrocamptoptera metotarsa \| \| \| \| \| \| Macrocamptoptera sundholmi \| \| \| \| |
|                  | \| \| Macrocamptoptera bulgarica \| \| \| \| \| \| Macrocamptoptera metotarsa \| \| \| \| \| \| Macrocamptoptera sundholmi \| \| \| \| |
|                  | Macrocamptoptera bulgarica |
|                  | |
|                  | Macrocamptoptera metotarsa |
|                  | |
|                  | Macrocamptoptera sundholmi |
|                  | |